# Dactylodenia lawalreei
Dactylodenia lawalreei är en orkidéart som beskrevs av Pierre Delforge och Daniel Tyteca. Dactylodenia lawalreei ingår i släktet Dactylodenia, och familjen orkidéer. Inga underarter finns listade i Catalogue of Life.